# チーコ
『チーコ』は、つげ義春による日本の短編漫画作品。1966年3月に、『ガロ』（青林堂）にて発表された。

## 解説

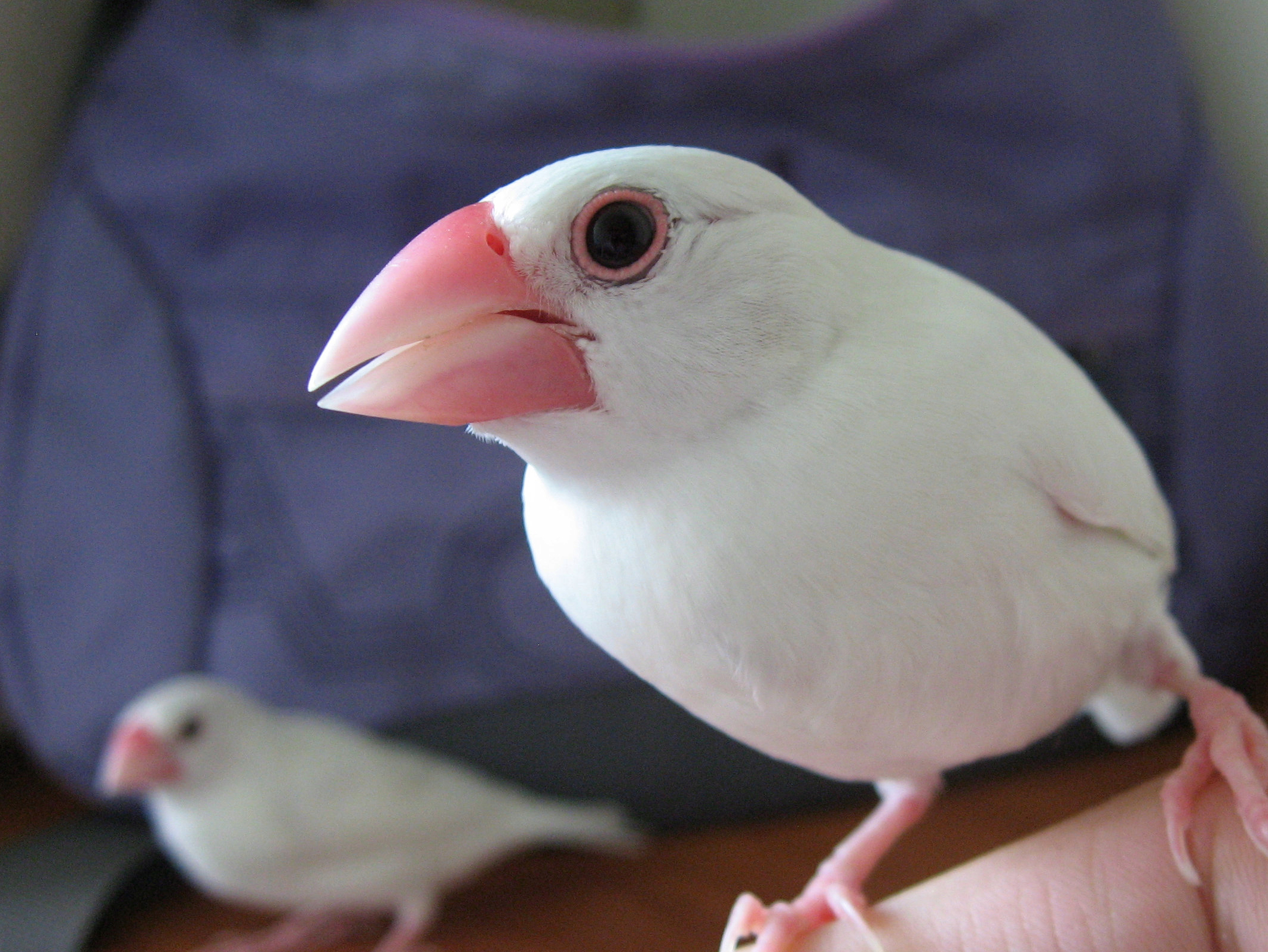
一羽の白いブンチョウの運命はその後の2人を暗示するかのようであった

『ねじ式』発表（1968年）以前のつげの代表作のひとつ。完成度の高い作品として知られる。当時、つげは飢餓と孤独と不安で気も狂わんばかりの日々を送っていた。『沼』を描いて以来、それ以前のストーリー優先の漫画から解放されたという実感をつげは持った。自由に描くことを許された『ガロ』以前の貸本時代には、ストーリーの束縛があったため、自身の表現自体が拘束されていた。自分自身が描きやすくなったため、創作する上でプラスになったとつげ自身は述懐する。
当時のつげの作品にしては珍しく、生活経験を元にほぼ事実どおりに描かれている。全編において描写は非常にリアルである。ストーリーは作品が描かれた5年前（1961年）に別れた女性との同棲生活の一部を切り取ったものである。文鳥をたばこケースに入れ死なせたのも事実である。死んだ文鳥の真っ赤な嘴がみるみる真っ白に変化していくさまを見て恐ろしくなり、女性がバー勤めから自宅に帰った際にとっさに「逃げた」と嘘を言った。唯一創作は死んだ文鳥を隣の庭に埋める場面である。事実は隣家の庭の草むらに捨てたものである。
後に『下宿の頃』『義男の青春』などで、事実に即した作品を多く発表するが、それらに先駆けた作品でもある。これらの後期作品(この同棲生活の後日談にあたる作品も含む)に比べると絵柄はずっとシンプルであり、ヒロインも可憐に描かれている。観念的な作品である『沼』を描いた直後の作品であるが、作風は一転して私小説風である。権藤晋は「これほどシリアスな漫画は他には全くなかったし『ガロ』にすら誰も描いていなかった。」と感想を述べ、つげに対し、文学の世界にしかなかった私小説的な漫画を描くことにためらいはなかったのかと問うているが、これに対しつげは「文学に私小説の世界があることも知らず、何も考えなかった。事実どおり描くことが面白かった。ラストの大コマがうまくいった」と述べた（『つげ義春漫画術』）。
2023年現在つげの最後のマンガ作品である『別離』は、この後日談にあたるが、画風が大きく変わっていることもあって主人公二人は別人の趣になっている。特に『チーコ』のヒロインはシンプルな線のため荒んだ印象がほとんどなく、むしろ可憐に描かれている。

## あらすじ
売れない漫画家とその生活を水商売で支える女性との同棲生活。お互いに疲れきってひび割れかけそうな2人の生活にある日、一羽の文鳥が変化をもたらす。喧嘩の日々だった2人の関係が文鳥を介して回復するかにみえる。
しかし、ある日、主人公が一人のときにふざけてピースのたばこケースに文鳥を入れ、放り投げたら空中でうまく抜け出したため、もう一度同じ行為を繰り返したところ脱出に失敗し嘴から床に落ち、死んでしまう。驚いた主人公は、帰宅した女性に「逃げた」と嘘をつく。女性は疑り、隣家の庭を掘り返す。そこに見たものは…。

## 評価
- 権藤晋（『ガロ』編集者の本名：高野慎三）は、『沼』、『チーコ』はつげ自身の存在に関わる作品と評した。
- 当初、原稿を書き終えたつげは、直接青林堂ではなく、白土三平のところへ持っていったが、白土は畳の上に置いたまま食い入るように見つめ、批判する調子ではなく「暗いなあ、でも絵柄がすごい」と評した。この逸話に関し、権藤晋は白土はつげの描いた人間存在の視座をとらえ、「ここまで描くのはやばい」と感じたのではないかと推測した。当時、赤目プロの多くの者の多くもつげの作品には毎号注目し、比較的好意的であった。

## 収録文献
- 『ねじ式』小学館文庫 1995年 ISBN 4-09-192021-7
- 『つげ義春作品集 ねじ式』青林工藝舎 2000年
- 『李さん一家/海辺の叙景』ちくま文庫つげ義春コレクション 2008年 ISBN 978-4-480-42541-6